# 2323 Zverev
2323 Zverev este un asteroid din centura principală, descoperit pe 24 septembrie 1976 de Nikolai Cernîh.